# الشركة التونسية للملاحة

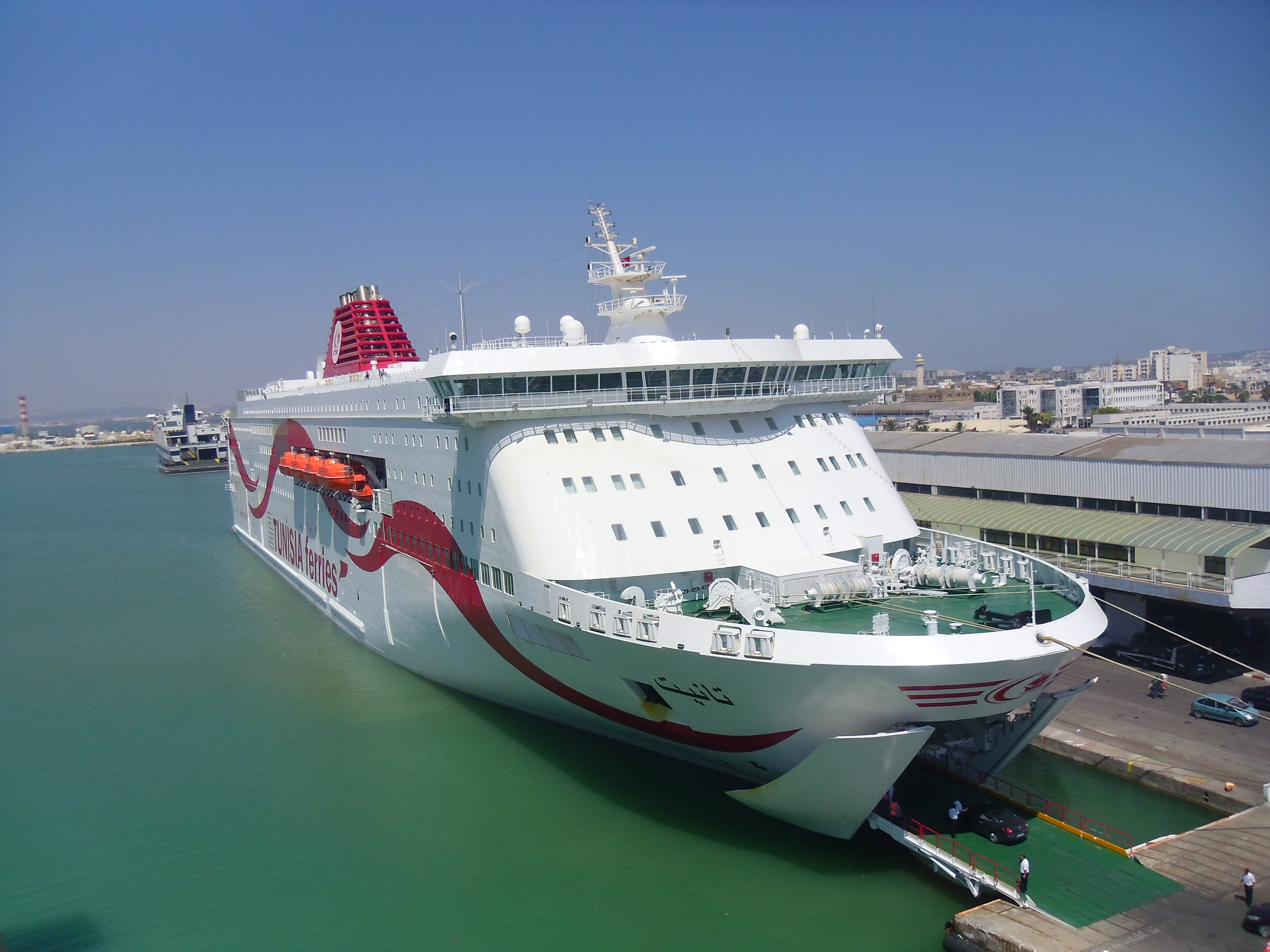
تانيت.

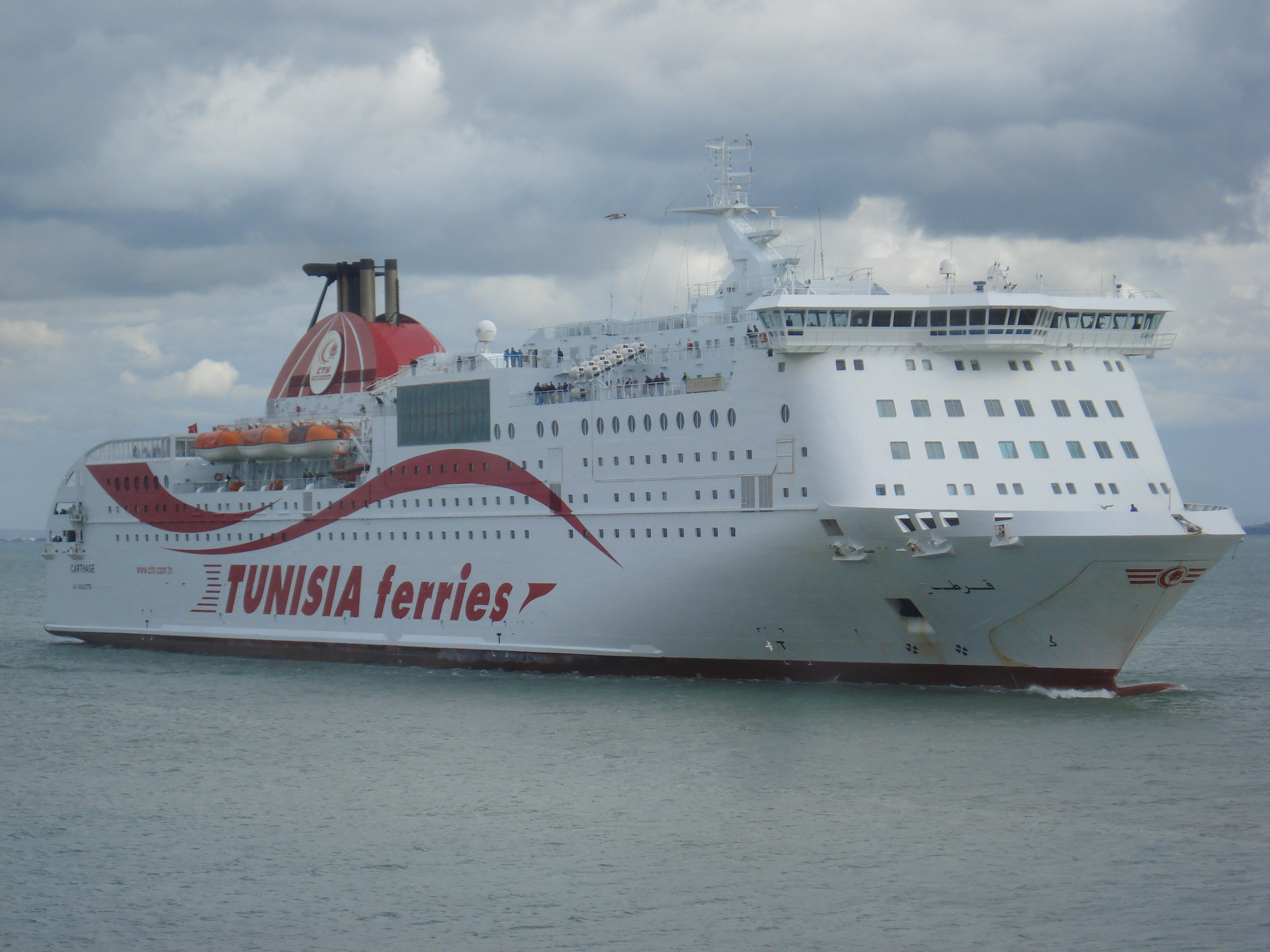
قرطاج.

الشركة التونسية للملاحة (بالفرنسية: Compagnie tunisienne de navigation واختصارا  CTN)‏ هي شركة تونسية حكومية مختصة في النقل البحري، وهي تظمن مسارات دائمة ومنتظمة نحو مارسيليا (فرنسا) وجنوة (إيطاليا) للبضائع والمسافرين، ونحو برشلونة (إسبانيا) وليفورنو (إيطاليا) للبضائع فقط.
يعتبر ميناء بنزرت، ميناء صفاقس، ميناء حلق الوادي، ميناء سوسة، ميناء جرجيس وميناء رادس أهم الموانئ التي تعتمدها الشركة في رحلاتها.
تحتل المرتبة الخامسة إفريقيًا في قطاع النقل البحري، والمرتبة الثالثة في ميدان النقل على الصعيد الوطني، بعد الخطوط التونسية وشركة الطيران الجديد تونس.
تعتبر واحدة من أولى شركات الشحن العاملة في البحر الأبيض المتوسط. لديها نظام إدارة السلامة وحماية البيئة الخاص بها المعتمد وفقًا للوائح البحرية الدولية. وقد تحصلت على شهادة الكود الدولي لإدارة الأمن، وشهادة الكود الدولي لأمن السفن والمرافق المينائية وشهادة ISO 9001 في نسختها 2008 وهي تستعد للانتقال إلى إصدار 2015.
في 17 أفريل 2019، تم تعيين محمد حافظ الشريف رئيسا مديرا عاما للشركة التونسية للملاحة وفي سنة 2020 بلغ عدد الموظفين بالشركة 1350 موظف.

## التاريخ
بتأسيسها في 7 مارس 1959، كان هدفها الرئيسي هو وضع خطوط دائمة ومنتظمة بين تونس وشركائها التجاريين الرئيسيين. قديما كانت الخطوط أساسا مع مارسيليا وروان. ولكن سريعا، أصبحت السفن تصل دول بنلوكس، وألمانيا وإيطاليا وإسبانيا وذلك بهدف تنويع التجارة الخارجية التونسية.

في السبعينات، كثرت الشركة من أنشطتها في المساحلة النفطية، نقل النفط الخام، نقل المواد الكيميائية والغذائية، وكذلك نقل المسافرين ابتداء من 1978 مع باخرة الحبيب بين تونس ومارسيليا وجنوة. بهذا وإلى جانب سفن الشحن والبضائع، إشترت الشركة سفن نقل السوائب السائلة، أم العرائس وصهيب في 1976 و1977، ثم باخرة الكاف في 1982. بعد تغييرها وتحويل نشاطها بتقنية «roll-on - roll-off»، بدأت الشركة في تجديد أسطولها. ولذلك في 1977 تسلمت باخرة البضائع الجم وباخرة البضائع توزر، ثم في 1979 باخرة البضائع بنزرت والقيروان. لاضطرارها لمواجهة تحديات تطورات المجال البحري، أصبحت الشركة مجبرة على بيع بواخرها القديمة لتركز نفسها على عملها الأساسي، نقل الخطوط.

ولذلك، قامت بتغيير جزء من أسطولها بسفينتين جديدتين من نوع سفن الدحرجة ب000 18 كحمولة إجمالية، وهما أوليس وصلامبو 7. في يونيو 1999، الباخرة قرطاج للمسافرين والمصنعة في النرويج، بدأت الخدمة لأول مرة في ميناء حلق الوادي. كانت قرطاج جديدة في سريعة بين نظرائها في عصرها، حيث تستطيع استقبال 208 2 مسافر و666 سيارة ولديها سرعة 23.5 عقدة.

في 2012، استقبلت الشركة باخرة جديدة تانيت تم الانتهاء من تصنيعها في نفس السنة في كوريا الجنوبية، والتي تعد الخامسة عالميا، من حيث الحجم بطولها البالغ 212 مترا وبعرض 30 مترا وترتفع إلى 12 طابقا، تحتوي على 619 غرفة و30 جناحا. ولديها قدرة استيعاب 200 3 مسافر و060 1 سيارة وسرعتها تبلغ 27.5 عقدة وهو ما يجعلها قادرة على القيام بسفرة في اتجاه مرسيليا في وقت قياسي 17 ساعة، وتعتبر من أجدد ما قدم في هذا المجال.ويسهر على تامين رحلاتها طاقم تونسي متكون من 202 عونا وإطارا بين فنيين وتقنيين وعملة فندقة وقيادة. قدرت كلفة تصنيع الباخرة ب 255 مليون دولار ما يقارب 357 مليون دينار وذلك بتمويل ذاتي حوالي 20% وباقي التمويل من بنوك أوروبية.
في 2 نوفمبر 2016 ، وقعت الشركة التونسية للملاحة عقد شراكة مع الشركة التونسية للشحن والترصيف كما أبلغت عن افتتاح خط بحري بين ميناء صفاقس ونوفوروسيسك.هذا الخط البحري الجديد سيمكن من تأمين رحلتين شهريا ذهابا وإيابا على ان تنطلق السفرة الأولى من ميناء صفاقس وتتجه مباشرة إلى ميناء نوفوروسيسك الروسي اين تقوم بتفريغ حمولتها من البضائع التونسية.
واماالرحلة الثانية ستكون من الميناء الروسي باتجاه ميناء صفاقس مرورا بميناء إسطنبول التركي وستكون الباخرة التي ستتولى الشركة التونسية للملاحة استئجارها محملة ببضائع مختلفة حيث ان الشركة قررت احداث هذا الخط البحري الجديد استجابة لطلبات المستثمرين ومؤسسات التصدير والتوريد بكل من تونس وروسيا.
في 5 جويلية 2017 ، افتتحت أيضا خطًا بحريًا بين مرسيليا وجرجيس، الذي أصبح تناوبه منتظمًا في عام 2018 بفضل عبّارة قرطاج.
ولتحسين جودة خدماتها تقرر دراسة ملف اقتناء بواخر جديدة خلال سنة 2022 وتطوير خدمات المناطق اللوجستية.

## الأسطول

### الحالية
| الباخرة        | الباخرة  | سنة الصنع | الدخول في الخدمة (مع الشركة التونسية للملاحة) | النوع       | الحمولة (UMS) | الرحلات                                        | العمر   | طاقة استعاب السفينة                               |  |
| -------------- | -------- | --------- | --------------------------------------------- | ----------- | ------------- | ---------------------------------------------- | ------- | ------------------------------------------------- |  |
| بضائع ومسافرين | قرطاج    | 1999      | 1999                                          | عبارة       | 32298         | تونس-جنوة، تونس-مارسيليا                       | 20 سنة  | 2208 مسافر/666 سيارة                              |  |
| بضائع ومسافرين | تانيت    | 2012      | 2012                                          | عبارة       | 29004         | تونس-جنوة، تونس-مارسيليا                       | 9 سنوات | 3200 مسافر/1060 سيارة                             |  |
| بضائع فقط      | أوليس    | 1997      | 1997                                          | سفن الدحرجة | 17907         | تونس-جنوة، تونس-ليفورنو، تونس-مارسيليا-برشلونة | 21 سنة  | 128 وحدة                                          |  |
| بضائع فقط      | صلامبو 7 | 1997      | 1997                                          | سفن الدحرجة | 17907         | تونس-جنوة، تونس-ليفورنو                        | 22 سنة  | 128 وحدة                                          |  |
| بضائع فقط      | عليسا    | 2000      | 2010                                          | سفن الدحرجة | 22900         | تونس-جنوة، تونس-مارسيليا                       | 20 سنة  | وحدات سيارة:180 /حاويات: 680 وحدة موازية لـ20 قدم |  |
| بضائع فقط      | أميلكار  | 2010      | 2010                                          | سفن الدحرجة | 22900         | تونس-جنوة، تونس-مارسيليا                       | 20 سنة  | وحدات سيارة:180/حاويات: 680 وحدة موازية لـ20 قدم  |  |

### السابقة
| الباخرة        | الباخرة                         | سنة الصنع | الدخول في الخدمة (مع الشركة التونسية للملاحة) | الانتهاء من الخدمة (مع الشركة التونسية للملاحة) | النوع       | الحمولة (UMS) | الرحلات                  |
| -------------- | ------------------------------- | --------- | --------------------------------------------- | ----------------------------------------------- | ----------- | ------------- | ------------------------ |
| بضائع ومسافرين | الحبيب                          | 1978      | 1978                                          | 2012                                            | عبارة       |               | تونس-جنوة، تونس-مارسيليا |
| بضائع ومسافرين | فينيزولوس (تستأجر في الصيف فقط) | 1992      | 2004                                          | 2012                                            | عبارة       | 38261         |                          |
| بضائع فقط      | أم العرايس                      | 1976      | 1976                                          | ?                                               | سفن الدحرجة |               |                          |
| بضائع فقط      | بنزرت                           | 1979      | 1979                                          | ?                                               | سفن الدحرجة |               |                          |
| بضائع فقط      | توزر                            | 1977      | 1977                                          | 2000                                            | سفن الدحرجة |               |                          |
| بضائع فقط      | الجم                            | 1977      | 1977                                          | 1997                                            | سفن الدحرجة |               |                          |
| بضائع فقط      | صهيب                            | 1976      | 1977                                          | 1999                                            | سفن الدحرجة |               |                          |
| بضائع فقط      | القيروان                        | 1979      | 1979                                          | 1999                                            | سفن الدحرجة |               |                          |

## روابط خارجية
- الموقع الرسمي للشركة التونسية للملاحة.

1. ↑  تعريف الشركة – CTN نسخة محفوظة 2020-09-21 على موقع واي باك مشين.
2. ↑  بوابة النقل-النقـل البحري-التقديم نسخة محفوظة 13 ديسمبر 2017 على موقع واي باك مشين.
3. ↑  "The ferry site". مؤرشف من الأصل في 2020-10-24. اطلع عليه بتاريخ 2021-01-06.
4. ↑  "الشركة التونسية للملاحة (CTN) تفاصيل الشركة - بيانات الشركة المنشورة على النسخة لموقع زاوية / الشرْقُ الأوسَط الشرْقُ الأوسَط". مؤرشف من الأصل في 2021-01-07. اطلع عليه بتاريخ 2021-01-06.
5. ↑  الموانئ التجارية المهمة في تونس - تجارتنا نسخة محفوظة 6 يناير 2021 على موقع واي باك مشين.
6. ↑  Présentation – CTN نسخة محفوظة 27 أكتوبر 2020 على موقع واي باك مشين.
7. ↑  بوابة رئاسة الحكومة – تونس: الوزارة الأولى، حكومة، إدارة، وظيفة عمومية، خدمات إدارية، قانون وتشريع نسخة محفوظة 2012-12-23 على موقع واي باك مشين.
8. ↑  الاستعداد لانطلاق اول سفرة للخط البحري الجديد بين ميناء صفاقس التجاري وميناء ''نوفوروسيسك'' الروسي نسخة محفوظة 2020-11-06 على موقع واي باك مشين.